# گکوی سنگی تیغه‌دار
گکوی سنگی تیغه‌دار (نام علمی: 'Cyrtopodion scabrum') گونه‌ای گکو می‌باشد که اغلب در شب فعال است. این خزنده در ایران فقط به عنوان یک گکوی خانگی شناخته شده‌است.

## تغذیه
از حشرات به خصوص قاب‌بالان، پشه‌ها و مورچه‌های بال‌دار تغذیه می‌کنند.

## مشخصات
فلس‌های زیر فک مشخص که جفت پیشین بزرگ و در برخورد با یکدیگر؛ بدون برآمدگی‌های زیر ران؛ فقط جنس نر با ۴ تا ۷ سوراخ پیش مخرجی دارند؛ فلس‌های زیر دمی پلاک مانند بزرگ که به فاصله پهنای سر در پشت مخرج گسترش یافته‌اند؛ پلاک‌های زیر دمی در یک ردیف منفرد میانی؛ برآمدگی‌های پشتی بشدت تیغه‌ای، سه وجهی و به‌طور مشخص بزرگتر از فضای بین هم هستند.
نوک پوزه آن تا مخرج ۵۵ میلیمتر و دم ۶۸ میلیمتر است.
رنگ: پشت خاکستری یا حنایی با نقاط قهوه‌ای که در ردیف‌های طولی ردیف شده‌اند.

## زیستگاه
نواحی کویری یا نیمه بیابانی، گاهی معتدل یا کوهستانی و خزری، اغلب در خانه‌ها، بناهای قدیمی یا متروکه، باغ‌ها، و نیز دشت‌ها، دامنه‌ها و نواحی سنگلاخی با پوشش گیاهی فراوان یا اندک.
پراکندگی آن هند تا ترکیه و عراق، اردن و کشورهای عربی حاشیه خلیج فارس، مصر تا اتیوپی.